# Nová Polhora
Nová Polhora – wieś (obec) na Słowacji położona w kraju koszyckim, w powiecie Koszyce-okolice. Pierwsze wzmianki o miejscowości pochodzą z roku 1954. 
Według danych z dnia 31 grudnia 2012, wieś zamieszkiwały 432 osoby, w tym 209 kobiet i 223 mężczyzn.
W 2001 roku rozkład populacji względem narodowości i przynależności etnicznej wyglądał następująco:
- Słowacy – 97,9%
- Czesi – 1,4%
- Rusini – 0,47%
- Ukraińcy – 0,23%

Ze względu na wyznawaną religię struktura mieszkańców kształtowała się w 2001 roku następująco:
- Katolicy rzymscy – 83,92%
- Grekokatolicy – 10,72%
- Ewangelicy – 0,93%
- Ateiści – 3,03%
- Nie podano – 1,17%